# 45e régiment d'artillerie de campagne lauenbourgeois
Pour les articles homonymes, voir 45e régiment.
Le 45e régiment d'artillerie de campagne lauenbourgeois (FAR 45) est une unité d'artillerie de l'armée prussienne. Le régiment est créé en 1899 et a ses garnisons à Bahrenfeld (état-major et 2e bataillon) et à Rendsburg (1er bataillon). Le régiment participe à la Première Guerre mondiale et est dissous en 1919.

## Histoire

### Déploiement et garnison
Le 45e régiment d'artillerie de campagne est officiellement créé avec l'AKO le 25 mars 1899 (jour de la fondation). Cela se produit au cours de l'expansion de l'armée, le nombre de batteries d'artillerie de campagne dans l'Empire allemand est augmenté de 494 (à partir de l'AKO 1893) à 574 batteries (objectif pour 1902)

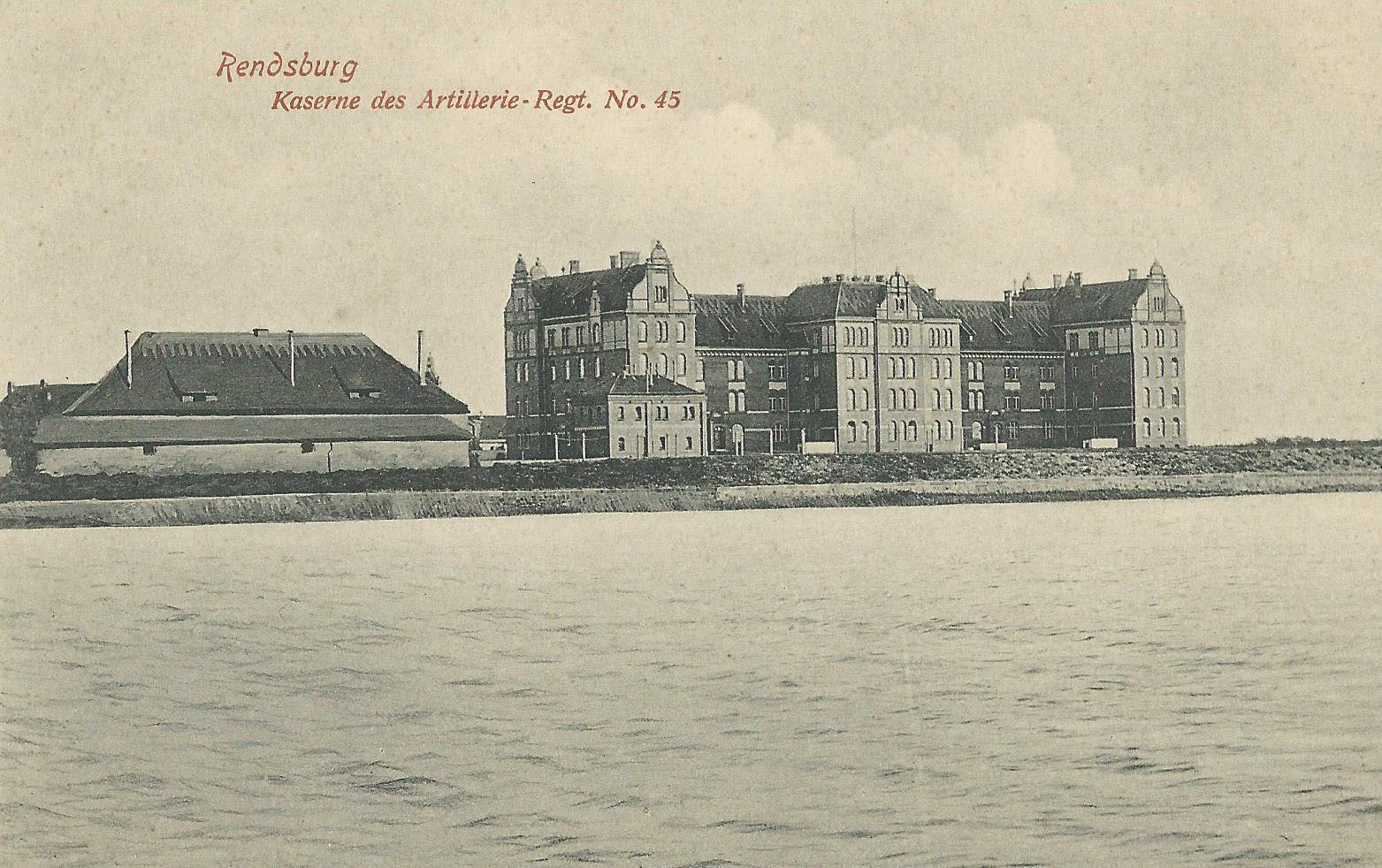
La caserne du 1re bataillon à Rendsburg – plus tard la. Au moment de la photo, le lac de la ville arrive presque jusqu'au bâtiment.

À cet effet, le 2e bataillon avec les 1re, 2e et 3e batteries est détachée du 9e régiment d'artillerie de campagne et subordonnée au 45e régiment d'artillerie de campagne nouvellement formé à compter du 1er octobre 1899 avec la même numérotation. L'emplacement du premier bataillon reste à Rendsburg. Ce bataillon abandonne le canon de campagne 73 (de) en 1898 et est désormais équipée du canon de campagne 96
Les trois batteries du 2e bataillon sont issues de formations différentes. Le 9e batterie du 2e régiment d'artillerie de campagne de Stettin devient le 2 octobre 1899 la 4e batterie du 45e régiment d'artillerie de campagne, basée à Bahrenfeld. Le 7e batterie du 24e régiment d'artillerie de campagne d'Altona devient la 5e batterie du FAR 45 et la 6e batterie du FAR 24 de Güstrow devient la 6e batterie des FAR 45
L'état-major du régiment et le 2e bataillon est désormais situé à Altona, dans la « Vieille caserne d'artillerie » à Bahrenfeld, sur la Theodorstraße / au coin de la Luruper Chaussee. Le complexe de bâtiments est construit en 1894 pour le 24e régiment d'artillerie de campagne et bordé à l'ouest par le dépôt d'artillerie de la Theodorstraße / coin de la Lauenburger Straße (aujourd'hui Ebertallee). Après la Première Guerre mondiale, l'ancienne caserne d'artillerie est utilisée comme logement de la police et, lors du réarmement à partir de 1936, pour le 47e régiment d'infanterie. Depuis la fin de la Seconde Guerre mondiale, le site de la caserne est utilisé à des fins civiles. La « Nouvelle caserne d'artillerie » de la Notkestrasse, également à Bahrenfeld, n'est construite que pendant la Première Guerre mondiale.
Le 27 janvier 1902, le régiment est rebaptisé 45e régiment d'artillerie de campagne lauenbourgeois
En 1904 et 1911, le régiment participe au défilé impérial sur le terrain de parade de Lurup près d'Altona. Ce terrain de parade est situé au sud-ouest de la Luruper Chaussee, en face du Dahliengarten (de) construit plus tard, et est la zone d'entraînement des unités stationnées à Bahrenfeld. Aujourd'hui le site appartient à DESY
En 1906, le régiment est équipé du canon de campagne 96 nA à recul hydropneumatique et bouclier de protection

### Première Guerre mondiale 1914/18
Durant la Première Guerre mondiale, le régiment est principalement déployé sur le front occidental et participe, entre autres, aux batailles suivantes :
- 1914 – Départ le 8 août, du 12 au 14 août Liège, du 23 au 24 août Mons, du 18 septembre au 15 octobre Aisne
- 1915 – 16 octobre au 3 novembre Champagne, puis guerre de tranchées jusqu'en juin 1916
- 1916 – en février Souain et prise de la « Position Navarin », du 3 juillet au 12 septembre Somme
- 1917 – 8 au 30 avril Arras, 15 septembre au 14 octobre Flandre, transfert sur le front de l'Est, 24 octobre au 23 novembre Niémen-Beresina-Narotsch, transfert de nouveau sur le front de l'Ouest en Haute-Alsace
- 1918 – 21 mars au 6 avril Offensive de printemps, percée à Gouzeaucourt, 4 septembre au 9 octobre Ligne Siegfried, 14 octobre au 4 novembre Ligne Hermann

Au total, le régiment subit des pertes de 326 morts (tués ou blessés) et environ 1 100 blessés pendant la Première Guerre mondiale. Environ 4 600 personnes servent dans le régiment à différentes époques. Le régiment subit le plus de pertes pendant la période de guerre mobile en 1914 et la dernière année de la guerre en 1918, à partir de l'offensive du printemps

### Résolution et conséquences
Après l'armistice du 11 novembre 1918, le régiment rentre chez lui en trois groupes de marche. La retraite débute le 12 novembre 1918, au sud de Charleroi en Belgique. Le 15 novembre, le régiment remet à l'armée française six canons de campagne et sept obusiers légers de campagne (de). Le 21 novembre, la colonne de marche atteint la frontière allemande de l'époque, au sud de Malmedy. Le 30 novembre, la colonne traverse le Rhin près de Bonn et le 20 décembre, une marche devant Hindenburg a lieu à Wilhelmshöhe près de Cassel. À Hann. Münden, le régiment est embarqué sur le chemin de fer dans les jours suivants et transporté à Bahrenfeld et Rendsburg à partir du 26 décembre.
Déjà lors de la marche du retour, des groupes d'âge plus âgés ont été démobilisés – à partir du 14 décembre, 4 % des plus de 22 ans ont été licenciés, à Hann. Münden, seuls les soldats nés entre 1896 et 1898 restent dans les troupes, ainsi que les volontaires et les officiers. Le régiment est finalement dissous en janvier 1919. Début 1919, le corps franc Bahrenfeld (de), du nom de la garnison, est fondé dans la caserne et le dépôt d'artillerie du régiment de Bahrenfeld.
La tradition du 45e régiment d'artillerie de campagne est perpétuée par la 8e batterie du 2e régiment d'artillerie basée à Itzehoe

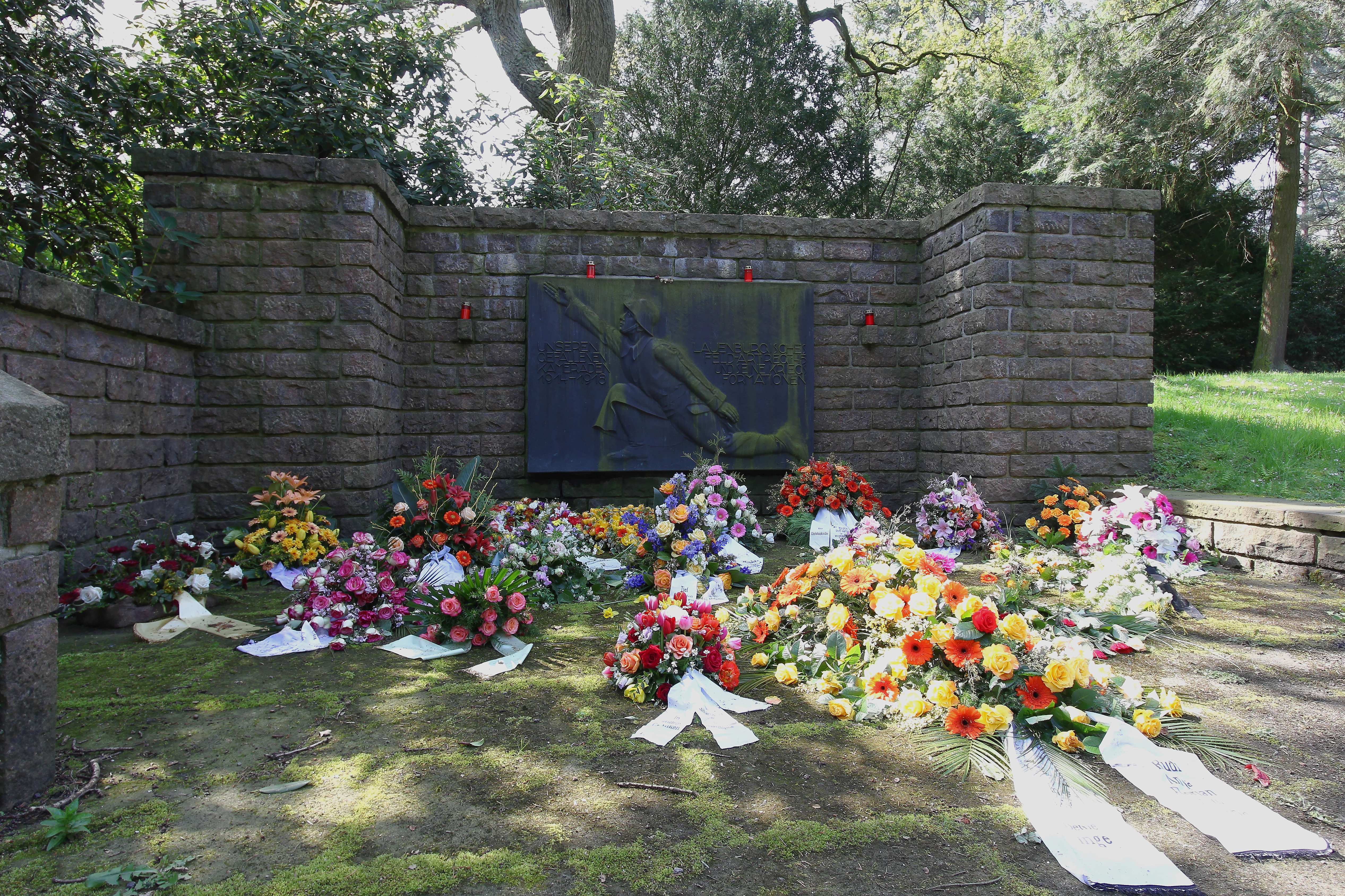
Mémorial aux membres du 45e régiment d'artillerie de campagne d'Altona morts pendant la Première Guerre mondiale

## Subordination, structure et personnel

### Appartenance
Lorsque la guerre éclate en 1914, il est attaché à la 18e division d'infanterie, dont il fait également partie dans l'articulation de paix. Le régiment fait ainsi partie de la 18e brigade d'artillerie de campagne (de) du 9e corps d'armée.

### Structure et équipement
Lors de sa formation en 1899, le régiment est composé de deux bataillons, chacune dotée de trois batteries. Cela donne lieu à la structure suivante en temps de paix (1914) :
- État-major régimentaire avec train de communication, bagages, médecin régimentaire et vétérinaire
- 1er bataillon avec personnel, 1er, 2e, 3e batteries et colonne de munitions légères
- 2e bataillon avec personnel, 4e, 5e, 6e batteries et colonne de munitions légères

Avec la mobilisation, un troisième bataillon est formé, la structure de guerre (1918) est :
- État-major régimentaire avec train de communication, bagages, médecin régimentaire et vétérinaire
- 1er bataillon avec personnel, 1er, 2e, 3e batteries et 753e colonne de munitions légères
- 2e bataillon avec personnel, 4e, 5e, 9e batteries et 1362e colonne de munitions légères 1362
- 3e bataillon avec personnel, 6e, 7e, 8e batteries et 749e colonne de munitions légères

### Commandants
- Georg Bernhard (1851–1919), du 1er octobre 1899 au 10 mars 1904[14]
- August Pflieger (1851–1931), du 10 mars 1904 au 3 mai 1909[14]
- Wilhelm Maria Franoux (1856–1922), à partir du 3 mai 1909, plus tard lieutenant général[14]
- Louis Karl Detmering (1860–1932), du 18 avril 1913 au 15 août 1915, plus tard major-général[14]
- Wilhelm Kraut (1867–1929), du 15 août 1915 au 27 novembre 1916[14]
- Baron Friedrich von Türckheim zu Altdorf (1873–1934), du 27 novembre 1916 jusqu'à sa dissolution le 10 janvier 1919[14]

### Membres notables
- Otto Bene (de) (1884–1973), de fin octobre 1914 comme volontaire jusqu'en janvier 1919 comme lieutenant dans l'état-major du régiment, plus tard diplomate du NSDAP
- Karl Eckert (de) (1895–1935), soldat, plus tard théologien et homme politique du NSDAP
- Karl Oetker (1896–1957), qui s'engage comme volontaire dans le régiment au début de la guerre, est démobilisé après avoir été blessé. Après la fin de la guerre, il devient membre du corps franc Bahrenfeld (de) et en devient plus tard le directeur général[15]
- Wolfgang Vorwald (de) (1898–1977), cadet, puis lieutenant, plus tard lieutenant général de la Luftwaffe
- Carl Wintzer (de) (1860–1943), lieutenant-colonel avant le déclenchement de la guerre, puis major-général